# Robert Wise
Robert Wise (ur. 10 września 1914 w Winchester, zm. 14 września 2005 w Los Angeles) – amerykański reżyser, montażysta i producent filmowy. Czterokrotny zdobywca Oscara. Odznaczony National Medal of Arts.
Z filmem zaczął pracować w 1933 początkowo jako montażysta dźwięku i obrazu. W 1942 został nominowany do Nagrody Akademii Filmowej za montaż filmu Obywatel Kane. W 1944 zadebiutował jako reżyser filmem The Curse of the Cat People. Największymi sukcesami Wise było wyreżyserowanie w 1962 uhonorowanego 10 Oscarami musicalu West Side Story oraz nagrodzonego 5 Oscarami filmu Dźwięki muzyki.
W 1967 roku otrzymał nagrodę im. Irvinga G. Thalberga.
W latach 1971–1975 pełnił funkcję przewodniczącego Stowarzyszenia Reżyserów Amerykańskich, a w latach 1985–1988 był prezesem Amerykańskiej Akademii Filmowej.

## Filmografia
- 1941: Obywatel Kane (Citizen Kane) – montaż
- 1951: Dzień, w którym zatrzymała się Ziemia (The Day the Earth Stood Still) – reżyser
- 1956: Helena Trojańska (Helen of Troy) – reżyser
- 1961: West Side Story – reżyser
- 1963: Nawiedzony dom (The Haunting) – producent, reżyser
- 1965: Dźwięki muzyki (The Sound of Music) – producent, reżyser
- 1979: Star Trek (Star Trek: The Motion Picture) – reżyser

## Nagrody
- Nagroda Akademii Filmowej
  - 1962: West Side Story (Najlepszy Film; Najlepszy Reżyser)
  - 1966: Dźwięki muzyki (Najlepszy Film; Najlepszy Reżyser)
- Nagroda na MFF w Cannes 1949: Zmowa (Nagroda FIPRESCI)